# يوهانا بنسون
يوهانا بنسون (بالإنجليزية: Johanna Benson) هي منافسة ألعاب القوى ناميبية، ولدت في 17 فبراير 1990 في ولفس بي في ناميبيا.

## روابط خارجية
- يوهانا بنسون على موقع Paralympic.org (الإنجليزية)
- يوهانا بنسون على موقع IPC.InfostradaSports.com (مؤرشف) (الإنجليزية)
- يوهانا بنسون على موقع اتحاد ألعاب الكومنولث (مؤرشف) (الإنجليزية)
- يوهانا بنسون على موقع دورة ألعاب الكومنولث 2014 (مؤرشف) (الإنجليزية)